# Partido Liberal Republicano

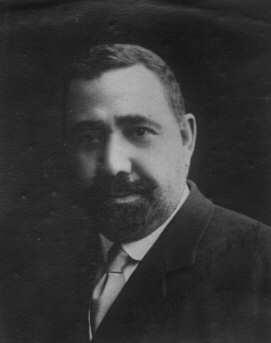
António Granjo, der Führer der PLR und portugiesischer Ministerpräsident, wurde 1921 ermordet

Die Liberal-Republikanische Partei (in Portugiesisch: Partido Liberal Republicano (PLR)) war eine politische Partei während der ersten Republik in Portugal. Ihr bedeutendster Führer war António Joaquim Granjo, der zweimal Ministerpräsident war.

## Geschichte
1876 gründete sich während der Monarchie in Portugal die Republikanische Partei, deren Ziel die Abschaffung der Monarchie und die Ausrufung der Republik in Portugal war. Dieses Ziel wurde mit der Revolution vom 5. Oktober 1910 erreicht. Die Republikaner, die sich jetzt Portugiesisch Republikanische Partei (PRP) nannten, übernahmen die Regierung. Mit dem Wegfall der Monarchie als gemeinsamen Gegner, brachen allerdings bald die Gegensätze zwischen den einzelnen Parteiflügeln innerhalb der PRP aus. Stärkster Flügel waren die links-liberal, radikal-demokratisch und antiklerikal eingestellten Anhänger von Afonso Augusto da Costa. Als es diesem gelang, die Führung der Partei zu übernehmen, verließen die konservativen und liberalen Kräfte 1912 die PRP und gründeten die Evolutionistisch Republikanische Partei (PRE) unter der Führung von António José de Almeida und die Unionistische Partei (PUR) unter Führung von Brito Camacho. Die Anhänger von da Costa dagegen konstituierten sich als Demokratische Partei (PD).
Die PD, erst unter da Costa, später geführt von António Maria da Silva dominierte die Geschichte der ersten Republik in Portugal. Um sich gegen diese Dominanz besser durchsetzten zu können, fusionierten die Evolutionisten und die Unionisten 1919 zur Liberal-Republikanischen Partei, gedacht als Sammelbecken aller liberalen und konservativen nicht-monarchistischen Gegner der Demokraten. Da die beiden historischen Parteiführer nicht zur Verfügung standen (de Almeida wurde 1919 zum Staatspräsidenten gewählt, Brito Camacho wurde Hoher Kommissar in Mosambik), übernahm António Joaquim Granjo die Führung der Partei. Es gelang ihm in der Endphase der Republik, die Liberal-Republikaner dreimal an die Regierung zu bringen, zweimal war er selbst Regierungschef, eine weitere Regierung der Liberal-Republikaner wurde von Tomé José de Barros Queirós geführt.
Während seiner zweiten Amtszeit als Ministerpräsident wurde António Joaquim Granjo am 19. Oktober 1921 während der „Lissabonner Blutnacht“ ermordet. Ihres natürlichen Führers beraubt, löste sich die Liberal-Republikanische Partei 1923 auf. Aus ihr entstanden die Liberal-Republikanische Union (ULP) und die Republikanische Partei des Nationalen Wiederaufbaus (PRRN). Diese Parteien vereinigten sich schließlich mit Überbleibseln der ehemaligen Nationalrepublikanischen Partei des Sidónio Pais zur Republikanisch-Nationalistischen Partei.